# Iniciativa Ciutadana Basca
Iniciativa Ciutadana Basca (ICB) (en dialecte biscaí de l'euskera Euskal Hiritarren Egitekoak (EHE)) és un partit polític creat en 1993 al voltant de la figura del carismàtic ex-alcalde de Bilbao, José María Gorordo. El seu àmbit d'actuació és la província de Biscaia i especialment a Bilbao.
Gorordo, abans de la fundació d'ICB-EHE havia militat en el Partit Nacionalista Basc. Essent membre d'aquest partit havia ocupat càrrecs importants: va ser conseller de l'Editorial Iparraguirre, editora del diari nacionalista Deia, secretari de la Cambra de Comerç, director d'Euskal Irrati Telebista (EITB, la radiotelevisió pública basca) i finalment alcalde de Bilbao. Gorordo s'havia caracteritzat per un caràcter polèmic, populista i heterodox; i per presentar-se com la imatge prototípica del bilbaí. La seva independència d'acció el va acabar enfrontant amb la direcció del seu partit i aquest enfrontament va acabar desembocant en la seva sortida el 1991 i el seu abandó de l'ajuntament. En 1993 fundà ICB-EHE amb un grup de fidels, disposat a pugnar contra el seu antic partit per l'ajuntament de Bilbao.
ICB era un partit de difícil classificació. La seva base electoral provenia principalment de sectors del PNB, l'antic partit de Gorordo; però era una base molt àmplia al no adscriure's ICB a la ideologia nacionalista, ni enfrontar-se tampoc a ella. Tampoc es definia clarament en l'espectre "esquerra-dreta". La ideologia del partit se centrava en la carismàtica figura de l'ex-alcalde. Cal entendre ICB a l'origen com un partit local per a impulsar la candidatura de Gorordo a l'ajuntament. Abans d'intentar "assaltar" l'ajuntament, Gorordo va intentar assolir la presidència de l'Athletic Club de Bilbao.
Es va presentar a les eleccions de 1994 sense èxit. A les eleccions municipals de 1995 ICB es va presentar amb gran èxit a l'ajuntament de Bilbao, obtenint més de 30.000 vots, un 16,85% de l'electorat i 5 regidors; essent la tercera formació més votada de l'ajuntament, per darrere de PNB i PP. A les eleccions a les Juntes Generals de Biscaia que se celebraren paral·lelament obtingueren bons resultats i 2 apoderats. La irrupció de Gorordo i del seu partit independent va suposar certa commoció en el panorama polític basc en amenaçar per primera vegada la històrica supremacia del PNB en el consistori bilbaí.
L'èxit electoral va fer que ICB pensés a donar el salt de l'àmbit local al provincial. La imatge de Gorordo estava massa associada a la seva figura com a alcalde de Bilbao i defensor a ultrança de tot el referent a aquesta vila, com perquè el seu partit pogués suscitar grans simpaties a Àlaba o Guipúscoa; pel que ICB es va redefinir com a partit d'àmbit biscaí defensor dels interessos d'aquesta província i sobretot, a Bilbao. La reeixida irrupció d'ICB, a banda de la presència d'un polític carismàtic com Gorordo, fou, en part, una resposta a Unidad Alavesa, partit que en aquell moment es trobava en alça i que feia del "antibilbainisme" una de les seves banderes. ICB proposà per a convertir Bilbao en capital del País Basc, en detriment de Vitòria.
ICB es va presentar a les eleccions generals espanyoles de 1996 per Biscaia, però els resultats obtinguts (menys de 12.000 vots, 1,69% dels votants) van demostrar que seguia sent una candidatura menor sense aspiracions més enllà de l'àmbit local. Mai més tornaria a presentar-se a les eleccions generals. En 1998 ICB fou una de les formacions polítiques que va signar el Pacte d'Estella.
A les eleccions al Parlament Basc de 1998, ICB va tornar a fallar al no presentar-se per Biscaia. A les eleccions municipals de 1999 ICB presentà candidatures en altres municipis biscaïns a més de Bilbao, però únicament la figura de Gorordo en Bilbao fou capaç d'atreure a l'electorat. Amb pitjors resultats que en 1995, 14.000 vots, 7,6% de l'electorat i 2 regidors, però ICB seguí estant present al consistori bilbaí. A més aquesta vegada ICB es converteix en peça indispensable per a garantir que el candidat del PNB, Iñaki Azkuna, accedís a l'alcaldia.
Aquest fet marcà un començament d'acostament entre Gorordo i el seu antic partit, després d'anys d'agres disputes. En les eleccions al Parlament Basc de 2001 el partit de Gorordo no es presentà i a l'abril de 2002, Gorordo fou nomenat membre del Tribunal Basc de Comptes. Amb aquest càrrec Gorordo dimiteix com a regidor i es desvincula de la política municipal. El seu partit ICB, sense la candidatura del seu líder, ja no es presentà a les eleccions municipals de 2003, retornant espai electoral al PNB.